# Mátéházapuszta vasútállomás
Mátéházapuszta vasútállomás vasútállomás Bács-Kiskun vármegyében, Baja város területén, a MÁV üzemeltetésében. A város délkeleti határszéle közelében helyezkedik el, közvetlenül az 5501-es út mellett, közúti elérését az említett út biztosítja.

## Vasútvonalak
Az állomást az alábbi vasútvonalak érintik:
- Bátaszék–Kiskunhalas-vasútvonal

## Kapcsolódó állomások
A vasútállomáshoz az alábbi állomások vannak a legközelebb:
- Bácsbokod-Bácsborsód vasútállomás
- Baja vasútállomás

## Forgalmi jelentősége
Az állomáson korábban a személyvonatok megálltak, ma már csak tehervonatok, szolgálati célból megálló személyvonatok állnak meg Mátéházapusztán.
A MÁV Zrt. meg akarta szüntetni az állomást,[forrás?] viszont a közlekedési hatóság ezt nem engedélyezte,[forrás?] mivel a vonalon állomástávolságú közlekedési rend van érvényben, és Baja - Bácsbokod-Bácsborsód között túl nagy a távolság, ezért a vonatoknak nem lenne folyamatos a közlekedtetése, ami késésekhez vezetne.